# Stijve Molen
De Stijve Molen is een wipmolen aan het Molenpad 14 in Meerkerk, in de Nederlandse gemeente Vijfheerenlanden en staat aan het eind van de Stijvensvliet. De molen is in 1665 gebouwd ter bemaling van de polder Middelbroek, Ameide en Tienhoven, in samenwerking met vier andere, reeds verdwenen molens. De molen kostte indertijd 380 carolusguldens. Oorspronkelijk was de ondertoren gedekt met planken, tegenwoordig met riet. De molen is tot 1949 in bedrijf geweest.
De Stijve Molen heeft de status rijksmonument en is sinds 1972 eigendom van de SIMAV. De molen is maalvaardig en bemaalt op vrijwillige basis de polder.
Het gevlucht is Oud-Hollands. De gelaste, ijzeren roeden zijn gemaakt door Derckx te Beegden in 1976. De binnenroede heeft het nummer 173 en de buitenroede nummer 174.
De 5,82 m lange bovenas met nummer 1176 is een De Prins van Oranje te 's Hage en gegoten in 1878.
De molen wordt op de wind gezet, gekruid, met een kruirad.
De molen wordt gevangen (geremd) met een Vlaamse, scharnierende blokvang. Om het bovenwiel zit een ijzeren hoep. De vang wordt bediend met een evenaar met zowel in de evenaar als in de vangbalk een schijf voor geleiding van het vangtouw. De vangbalk heeft een kneppel.

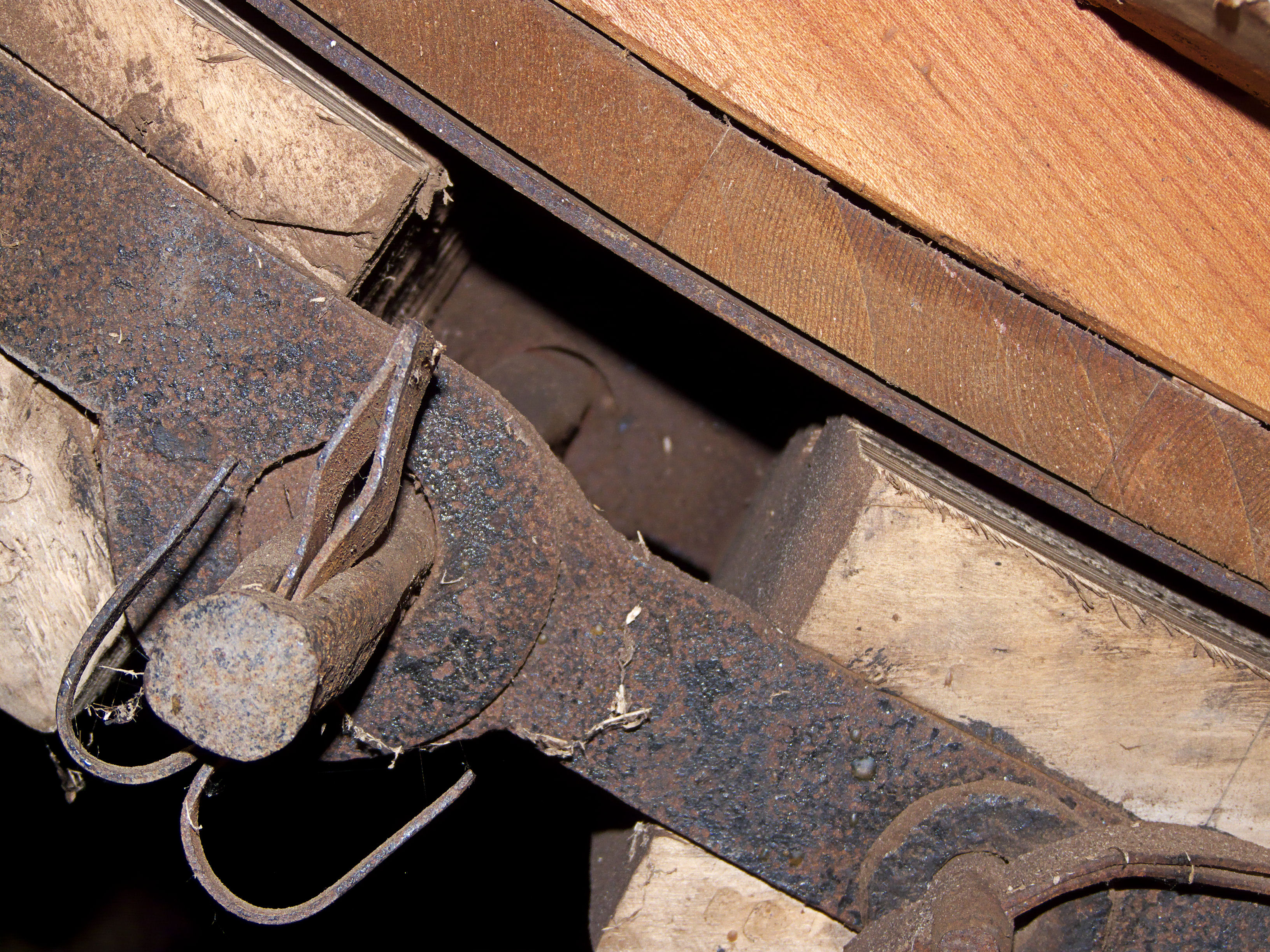
Scharnier van de Vlaamse blokvang

Het open, ijzeren buitenscheprad heeft een diameter van 5,90 meter en is 60 cm breed. Het sintelstuk is in 1857 gemaakt door F.J. Penn & Comp te Dordrecht. De opvoerhoogte bedraagt 1,15 meter.

## Overbrengingen
Het bovenwiel heeft 65 kammen en een steek van 13,0 cm. De diameter van het bovenwiel is 7 meter. De bovenschijfloop heeft 30 staven. Hierdoor draait de koningsspil 2,167 keer sneller dan de bovenas.
De onderschijfloop heeft 21 staven en het waterwiel 86 kammen met een steek van 16,0 cm. Hierdoor draait de wateras 0,224 keer langzamer dan de koningsspil. Het scheprad draait 0,52 keer langzamer dan de bovenas.

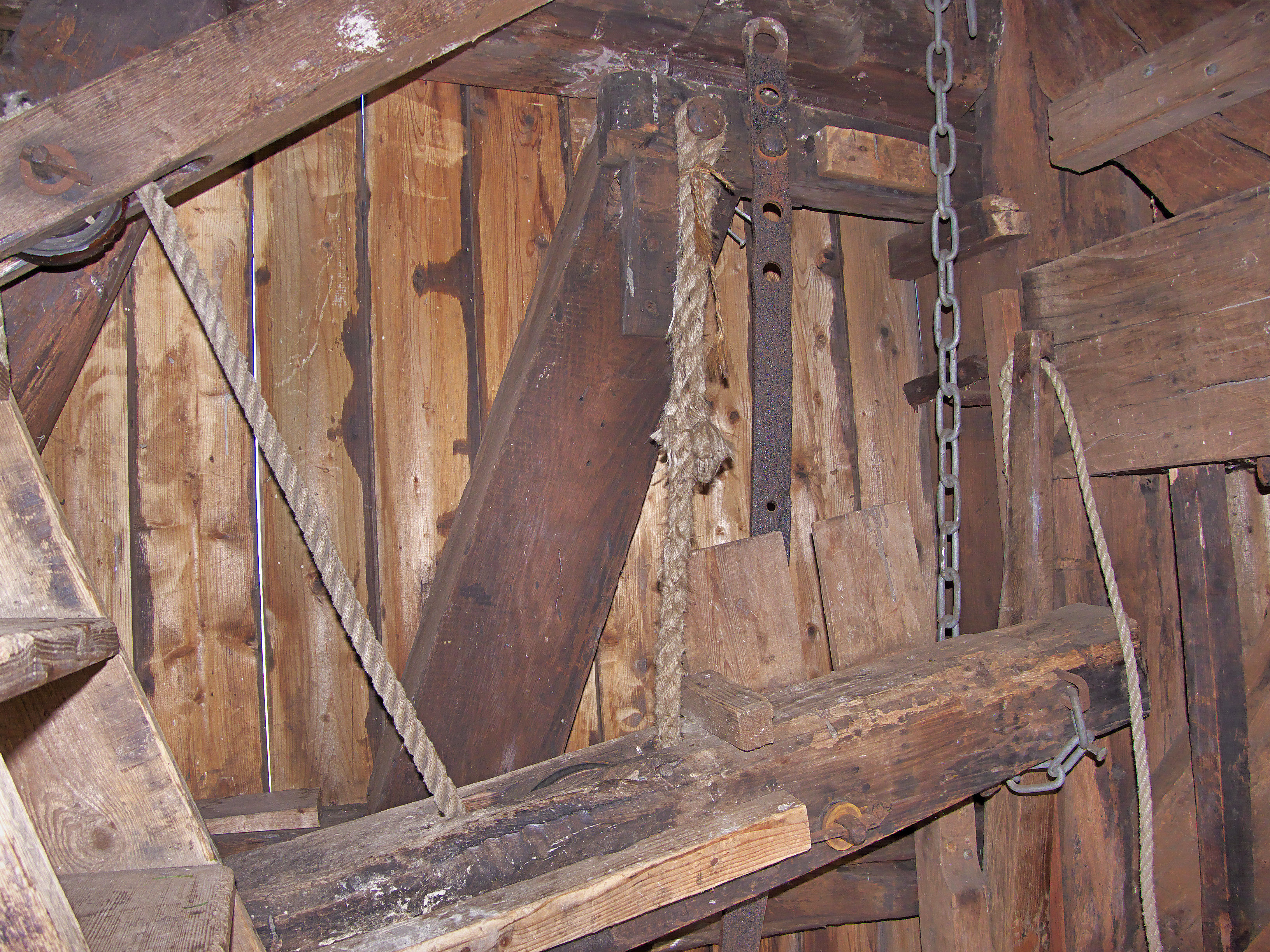
Evenaar, vangbalk en kneppel

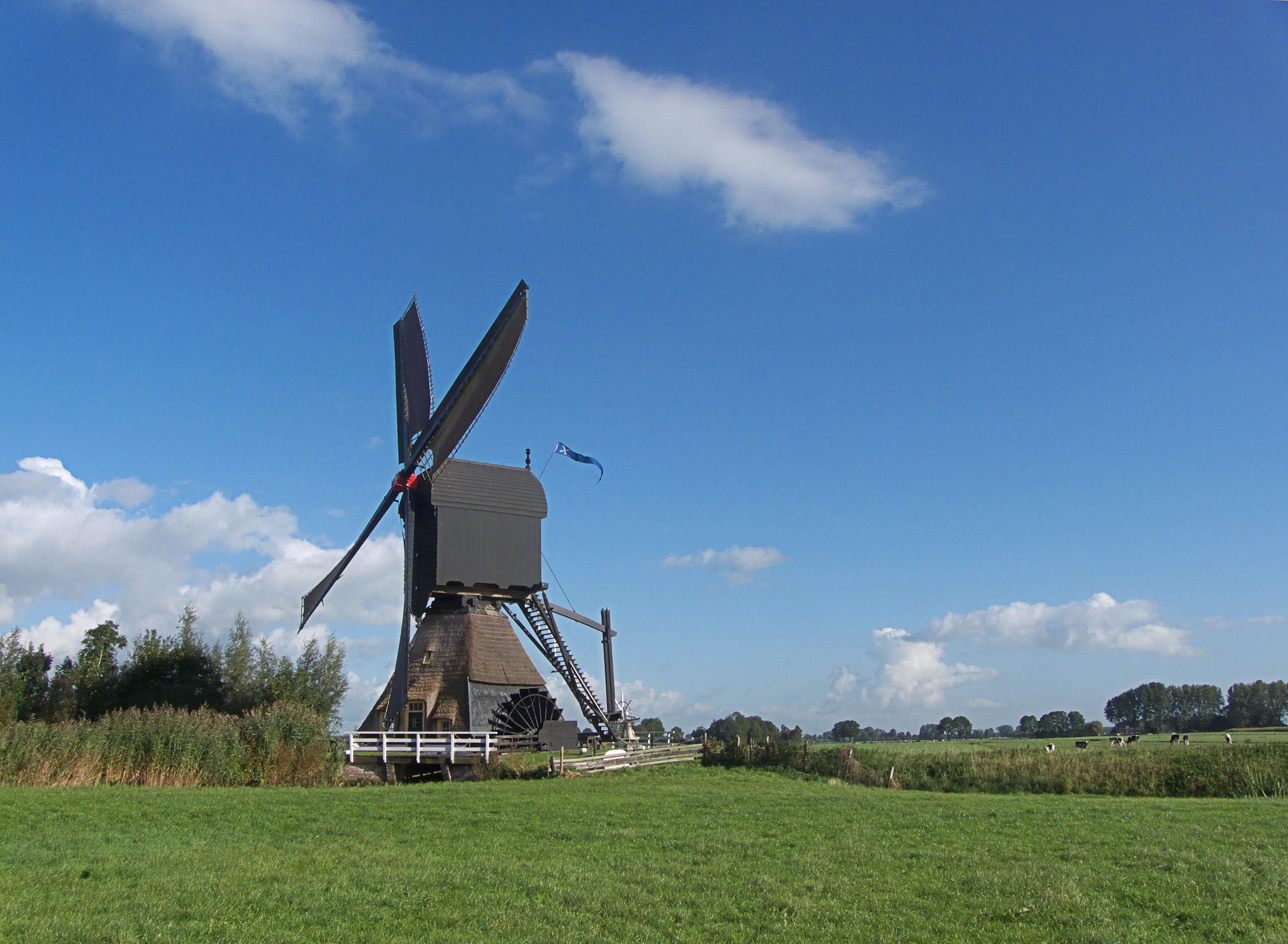
Stijve Molen september 2012